# Boca (Italie)
Pour les articles homonymes, voir Boca.
Boca est une commune de la province de Novare dans le Piémont en Italie.
Elle est connue pour sa production de vin DOC et pour le sanctuaire du saint Crucifix, conçu par l'architecte Alessandro Antonelli. La zone de collines au nord-ouest du village fait partie du parc naturel du Mont Fenera depuis 1987.

## Histoire
Les premiers habitants de la région ont été les ligures. Ils ont été remplacés au Ve siècle av. J.-C., par les Celtes, puis par les légions romaines qui ont exterminé les Cimbres dans les vallées alpines. Le déclin de l'Empire romain d'Occident et les invasions barbares a supprimé tous les efforts déployés par les colonisateurs romains.
Un calme relatif revient vers 600 avec l'avènement des Lombards, qui deviennent les maîtres incontestés du Nord de l'Italie et qui développe le travail dans les cultures restées depuis longtemps en friche. Le territoire est possédé par les comtes de Biandrate qui le donnent en 1217 à la population de Verceil. Au début du XVIe siècle, il passe à Anchise Visconti d'Aragona. Puis tout au long du XVIe siècle et pendant plus de la moitié du XVIIe, avec un acte de janvier 1697, il passa au marquis Ferdinando Rovida si bien que sur l'emblème adopté par la ville comprennent trois roues, emblème de sa famille.
Boca a souffert en raison de la domination espagnole et autrichienne, puis est passée à la maison de Savoie, à l'exception de la brève période de la conquête napoléonienne.

## Culture
Chaque année entre mai et juin a lieu la « Mostra del vino Boca D.O.C. e vino locale » (première édition en 1971), avec dégustation de vin DOC.
Chaque 8 décembre depuis 2004, la ville organise un marché de Noël.

## Lieux et monuments
Le sanctuaire du saint Crucifix est un sanctuaire à côté de la Strona di Briona, à une altitude de 395 m. Il est accessible en voiture depuis Boca ou Grignasco.
- Voir : Sanctuaire du saint Crucifix.

## Administration
| Période                                  | Période    | Identité             | Étiquette                           | Qualité                 |
| ---------------------------------------- | ---------- | -------------------- | ----------------------------------- | ----------------------- |
| 08/06/2009                               | 27/05/2014 | Mirko Mora           | Lista civica                        |                         |
| 27/05/2014                               | 01/06/2015 | Anna Laurenza        |                                     | Commissario prefettizio |
| 1/06/2015                                | mai 2017   | Pierangelo Puricelli | lista civica: nuova Boca            |                         |
| mai 2017                                 | juin 2018  | Gianfranco Basile    |                                     | Commissario prefettizio |
| juin 2018                                | 2023       | Flavio Minoli        | lista civica: Progetto Boca         |                         |
| mai 2023                                 |            | Andrea Cerri         | lista civica: Per una Boca migliore |                         |
| Les données manquantes sont à compléter. |            |                      |                                     |                         |

### Frazione
Baraggia, Borzighella, Fuino, Marello, Pianorosa, Ronchetto, Rogiotto

### Communes limitrophes
Cavallirio, Cureggio, Grignasco, Maggiora, Prato Sesia, Valduggia

## Langue locale
Les habitants de Boca les plus âgés parlent encore un dialecte de la langue lombarde. Ce dialet bochese (Lombard occidental) est un dialecte lombard de transition entre le Lombard et le Piémontais.

## Personnalités liées à la commune
- Domenico Piemontesi (1903-1987), cycliste
- Ermanno Vallazza (1899-1977), cycliste